# Australie-France en rugby à XV
Cet article présente l'historique des confrontations entre l'équipe d'Australie et l'équipe de France en rugby à XV. Les deux équipes se sont affrontées à cinquante-et-une reprises, dont deux fois en Coupe du monde. Les Australiens ont remporté vingt-neuf rencontres contre vingt pour les Français et deux matches nuls. Depuis 1989, le vainqueur de la tournée qui oppose les deux équipes est récompensé du Trophée des bicentenaires.

## Historique
La première rencontre officielle d'un XV de France contre une équipe australienne a lieu à Colombes le 22 janvier 1928 face aux Waratahs de la province de Nouvelle-Galles du Sud, remportée 11 à 8 par les Australiens. C’est le seul match contre une province étrangère à être considéré comme test à part entière par la Fédération française.
La première rencontre officielle face aux Wallabies a lieu à Colombes en janvier 1948. Ceux-ci terminent en France une tournée débutée outre-Manche en novembre 1947, avec trois victoires en Écosse, en Irlande et en Angleterre, et une défaite face au pays de Galles, toutes sans encaisser le moindre essai. Les Australiens s'inclinent 13 à 6 face aux Français en concédant trois essais (deux du capitaine Guy Basquet et un de Michel Pomathios).
Il faut attendre dix ans pour voir une nouvelle rencontre entre les deux équipes. Les Français, sévèrement battus huit jours plus tôt à Paris (0-14) par les Anglais, expérimentent, sur la proposition de Jean Prat, une ligne arrière uniquement composée de joueurs de Lourdes. Grâce à une démonstration du pack, ils remportent la rencontre par 19 à 0, ce qui est en ce 9 mars 1958 le plus grand écart infligé à une équipe de l'International Board (précédemment, la France avait battu l'Angleterre et l'Écosse sur la marque de 15 à rien, respectivement en 1948 et en 1955).
En août 1961, La France termine une tournée, débutée en Nouvelle-Zélande avec trois défaites face aux Blacks, par une rencontre face aux Wallabies à Sydney. Les Français s'imposent sur le score de 15 à 8, avec trois essais de Pierre Lacroix, Jean Piqué et Gérard Bouguyon, contre un essai australien de Ted Heinrich.
En février 1967, les Français accueillent les Wallabies, en fin de tournée en Europe depuis décembre 1966, et qui présentent un bilan de deux victoires et deux défaites face aux équipes britanniques et irlandaise. Les Bleus s'appuient sur les frères Guy et Lilian Camberabero qui inscrivent les vingt points de leur équipe qui s'impose sur le score de 20 à 14. 
L'année suivante, la tournée de la France dans l'hémisphère Sud est le début de sa pire série de dix défaites depuis la Libération (de juillet 1968 à février 1969). Les All Blacks s'imposent à trois reprises et cette tournée s'achève par une nouvelle défaite face aux Australiens sur le score de 11 à 10 (mais un essai à deux). 
En 1971, les Australiens viennent pour la première fois en tournée en France. Le premier des deux tests les voit s'imposer à Toulouse (13-11) avant que les Français prennent leur revanche la semaine suivante à Colombes sur la marque de 18 à 9 avec un essai de Victor Boffelli et quatre pénalités de Pierre Villepreux.
Les Français rendent la politesse aux Australiens avec la tournée de l'été 1972. Les deux équipes ne se départagent pas sur le premier test (match nul 14 partout), avec deux essais de Jean-Pierre Lux et un d'Olivier Saïsset. Huit jours après, les Français, grâce à un pack dominant, inscrivent une nouvelle fois trois essais, deux de Jo Maso et un de Walter Spanghero et s'imposent 16 à 15 face à des Wallabies qui ne marquent que sur pénalités.
Les confrontations suivantes entre les deux équipes ont lieu en octobre 1976 lors de la tournée d'automne. Le premier test, à Bordeaux, se solde par une victoire des Bleus sur le score de 18 à 15, avec trois essais de Roland Bertranne, Robert Paparemborde et Gérard Cholley contre quatre pénalités et un drop de Paul McLean. Lors du deuxième test, les Français inscrivent six essais, par Dominique Harize, Jean-Luc Averous, Roland Bertranne, Jean-Michel Aguirre, Jean-Pierre Rives et Gérard Cholley, pour s'imposer sur le score de 34 à 6.
La France, qui vient de réaliser le Grand Chelem lors du Tournoi des Cinq Nations 1981 se rend en Australie pour sa tournée d'été. Les Français privés de Jean-Pierre Rives (luxation d'une épaule lors d'une rencontre de semaine) perdent le premier test par 17 à 15. Ils inscrivent un essai par Patrick Mesny contre trois aux Australiens, marqués par Simon Poidevin, Michael O'Connor et Brendan Moon. Les Australiens, derrière le talentueux Mark Ella, s'imposent encore lors du deuxième test, sur le score de 24 à 14 : les deux équipes marquent deux essais, par Jean-Pierre Elissalde et Pierre Lacans pour les Bleus, Michael O'Connor et Duncan Hall pour les Wallabies.
Les Australiens s'appuient en novembre 1983 sur une défense pressante des Wallabies de Bob Dwyer pour obtenir le match nul (15 partout) lors du premier test de la tournée, en inscrivant cependant un essai sans contrepartie. Pour le deuxième test, les Français s'imposent sur le score de 15 à 6 avec un essai d'Alain Estève.
Les deux équipes se retrouvent en juin 1986 lors d'une tournée dans l'hémisphère Sud ponctuée de quatre test-matches, deux en Argentine, avec une défaite et une victoire, une rencontre face aux Wallabies à Sydney, et un dernier test face aux All Blacks. Face aux Australiens, les Français inscrivent trois essais par l'intermédiaire de Serge Blanco, deux réalisations, et Philippe Sella. Toutefois, les Wallabies, avec un essai de David Campese, et vingt-et-trois points de Michael Lynagh, s'imposent sur le score de 27 à 14.
Les Wallabies sont les favoris de la demi-finale qui les opposent aux Français pour la première édition de la Coupe du monde, organisée en 1987 conjointement par l'Australie et la Nouvelle-Zélande. Les Australiens prennent l'avantage en début de partie (9-0), avant qu'Alain Lorieux ne réussisse un essai en fin de première mi-temps, transformé par Didier Camberabero. Philippe Sella ajoute un nouvel essai en début de deuxième mi-temps, également transformé par Camberabero, permettant aux Français de prendre l'avantage 12 à 9. Campese, grâce à un essai en coin, redonne l'avantage aux Wallabies, avantage annulé par Patrice Lagisquet qui inscrit un essai, à nouveau transformé par Camberabero, qui porte ensuite le score à 21 à 15 à la suite d'une pénalité. l'Australien David Codey inscrit ensuite un essai, transformé par Lynagh, les deux équipes se retrouvant à égalité. Lynagh porte ensuite le score à 24 à 21. Dans les arrêts de jeu, Camberabero inscrit à son tour une pénalité, obligeant les deux équipes à disputer une prolongation. Lors de celle-ci, une action voit le ballon traverser le terrain de gauche à droite, puis être relancé sur le côté gauche pour atterrir dans les mains de Serge Blanco au niveau des vingt-deux mètres, celui-ci allant aplatir en coin. Camberabero, grâce à une transformation difficile, porte le score à 30 à 24. La France remporte cette demi-finale, échouant ensuite en finale face aux All Blacks.
Les Australiens reviennent en France en automne 1989, pour une tournée ponctuée de deux tests. Le premier voit les Wallabies de Bob Dwyer s'imposer par 32 à 15 au Stade de la Meinau, à Strasbourg. La France mène 12 à 6, tous marqués par Camberabero, avant que Tim Horan n'inscrive un essai. Trois essais de Ian Williams, Campese et à nouveau Horan contribuent à donner un avantage de dix-sept points aux Australiens, plus grand écart concédé en France par les Bleus. C'est une équipe française fortement remaniée qui s'impose une semaine plus tard au Stadium Nord Lille Métropole de Villeneuve-d'Ascq sur le score de 25 à 19, les deux équipes inscrivant deux essais, Patrice Lagisquet et Marc Andrieu contre Phil Kearns et Nick Farr-Jones.
En juin 1990, les Français vont disputer trois tests en Australie. Le premier se conclut par une défaite 21 à 9, le seul essai de la rencontre étant inscrit par l'arrière Greg Martin. L'ailier Paul Carozza inscrit un essai dès le coup d'envoi de la deuxième rencontre, suivit par deux essais du centre Paul Cornish et du troisième ligne Tim Gavin. La France, menée 18 à 0 après dix-huit minutes, revient à 21 à 15 avec deux essais de Louis Armary et Bernard Lacombe, puis subit deux essais, un de Jason Little et un de pénalité pour mêlée enfoncée. Blanco inscrit deux essais, le deuxième après une action de cent mètres. Campese conclut avec un sixième essai australien, les Wallabies s'imposant 48 à 31, dont 24 points de Lynagh, six transformations et quatre pénalités. Lors du dernier test, Camberabero ouvre le score sur un essai. Les deux équipes prennent successivement l'avantage au score jusqu'à 19 partout. La France s'impose finalement 28 à 19, avec un essai de Franck Mesnel, les deux essais australiens sur cette rencontre étant l'œuvre de Campese et de Tony Daly. 
Les Français reçoivent les champions du monde australiens en automne 1993. Les Français obtiennent une victoire difficile sur le score de 16 à 13 à Bordeaux, avec un essai de chaque côté, d'Aubin Hueber pour les Bleus et de Tim Gavin pour les Wallabies. Lors du deuxième test disputé à Paris, ces derniers s'imposent par 24 à 3 avec deux essais de Marty Roebuck et Tim Gavin, Roebuck inscrivant l'ensemble des autres points australiens. 
Un essai de Philippe Bernat-Salles laisse entrevoir la victoire lors du premier test de la tournée des Bleus en 1997, mais l'efficacité du capitaine John Eales, deuxième ligne qui joue le rôle de buteur, et deux essais en fin de rencontre de Mitch Hardy permettent aux Australiens de s'imposer sur le score de 29 à 15, Thomas Castaignède inscrivant le seul essai des Bleus. Une semaine plus tard, les Français, menés 17 à 0 après dix-sept minutes, avec des essais de Richard Harry, Ben Tune et Jason Little, reviennent à 20 à 13 à la mi-temps, avec un essai de Castaignède et des points de Christophe Lamaison. Ce dernier et Eales inscrivent chacun six points en deuxième mi-temps, pour porter le score à 26 à 19. 
En novembre 1998, les deux nations se rencontrent pour la première de leurs confrontations au stade de France. Trois essais de David Wilson, Tom Bowman et Toutai Kefu, contre deux aux Français, Thomas Lombard et Philippe Carbonneau, donnent un avantage de 21 à 20 en faveur des Australiens à la mi-temps. En deuxième mi-temps, John Eales ajoute quatre pénalités pour porter le score à 32 à 21.
La rencontre suivante entre les deux équipes se déroule dans le cadre de la Coupe du monde 1999. Les Français se qualifient pour la finale aux dépens des All Blacks sur le score de 43 à 31, les Wallabies obtenant leur qualification face à l'Afrique du Sud (27-21). Dans le stade du Millennium Stadium de Cardiff, les deux équipes atteignent la mi-temps sur un score de 12 à 6 en faveur des Australiens, quatre pénalités de Matthew Burke contre deux à Christophe Lamaison. Après la reprise, les Australiens font la différence en inscrivant deux essais par Ben Tune et Owen Finegan, Burke inscrivant un total de 25 points sur la partie, Lamaison inscrivant deux autres pénalités en deuxième mi-temps. L'Australie remporte le deuxième titre de son histoire sur une victoire 35 à 12.
Avec l'ère du professionnalisme, les rencontres entre les deux nations se font plus fréquentes. Elles se retrouvent pour la quatrième année consécutive, en France au Stade de France. Les champions du monde australiens, également vainqueur du Tri-Nations 2000 durant l'été, s'imposent 18 à 13 avec 18 points de Burke, contre un essai de Fabien Galthié, une transformation et deux pénalités de Lamaison.
La série de défaites des Bleus face aux Wallabies se termine un an plus tard à Marseille où ils s'imposent 14 à 13 avec un essai de Tony Marsh et trois pénalités, une de Frédéric Michalak et deux de Damien Traille contre un essai de Ben Tune, deux pénalités de Burke et une transformation de Elton Flatley.
Les Français se rendent en Australie en juin 2002, après un premier test perdu d'un point contre l'Argentine. Insuffisamment remis du décalage horaire, les Français s'inclinent face aux Australiens qui l'emportent 29 à 17, les points français étant inscrits sur un essai de Jean-Baptiste Poux, une pénalité de Traille et trois de François Gelez. Les Australiens inscrivent deux essais, Chris Latham et Stephen Larkham, Burke inscrivant cinq pénalités et deux transformations. Lors du deuxième test, les Australiens s'imposent de nouveau, 31 à 25, mais sont un moment menacé, étant mené 8 à 3 en deuxième mi-temps. Les Français inscrivent trois essais, deux de Aurélien Rougerie et un de Sylvain Marconnet, Gérald Merceron inscrivant deux transformations. Les points australiens sont dus à quatre essais, deux de Stirling Mortlock, un de Burke, et un de Daniel Herbert. Mortlock inscrit également une transformation et une pénalité, Burke une pénalité et George Gregan un drop.
Lors de la tournée automnale de 2004, les Français affrontent les Australiens au Stade de France. À la mi-temps, les Bleus mènent 12 à 11, avec deux essais de Nicolas Brusque et Frédéric Michalak, contre un essai de George Gregan et deux pénalités de Matt Giteau. La domination du pack français permet aux Français d'accentuer leur avantage en deuxième mi-temps, Jean-Baptiste Élissalde inscrivant cinq pénalités pour un score final de 27 à 14.
Les deux équipes se retrouvent deux fois l'année suivante. La première rencontre se dispute en Australie, après deux tests en Afrique du Sud, un nul et une défaite. Le test de Brisbane est un festival d'essais, quatre de la part des Français avec Cédric Heymans, Julien Laharrague, Damien Traille et Julien Candelon, et six des Australiens, par Larkham, Latham, Wendell Sailor, Morgan Turinui par deux fois, et Jeremy Paul. Ces derniers s'imposent sur le score de 37 à 31. Quelques mois plus tard, la deuxième rencontre se dispute dans le cadre de Stade Vélodrome de Marseille. Les Bleus prennent leur revanche en s'imposant 26 à 16 après avoir mené 10 à 9 à la mi-temps, grâce à un essai de Heymans. Des points de Jean-Baptiste Élissalde et un essai de Rémy Martin permettent aux Français de mener 26 à 9 avec sept minutes dans le temps réglementaire avant qu'un essai de Drew Mitchell ne réduise le score. 
C'est ensuite en 2008 que les deux équipes s'affrontent de nouveau. La tournée en Australie voit la France évoluer sans la plupart de ses titulaires, restés en France en raison des demi-finales du championnat. Lors de la rencontre de Sydney, les Australiens s'imposent 34 à 13, avec en particulier des essais de Matt Giteau, Nathan Sharpe, Rocky Elsom et Stirling Mortlock contre un réussi par les Français par l'intermédiaire d'Alexis Palisson. Le deuxième test, à Brisbane est encore plus difficile pour les Bleus qui s'inclinent 40 à 10, l'essai de François Trinh-Duc s'avérant insuffisant face aux quatre des Australiens, réussis par Peter Hynes, James Horwill et deux par Ryan Cross. La troisième rencontre de cette année, disputée en automne au Stade de France, se solde par une troisième défaite, sur le score de 18 à 13. Menés rapidement par 10 à 0, une pénalité de Giteau et un essai de Rod Moore, les Bleus prennent l'avantage grâce à un essai de pénalité, une pénalité de David Skrela et un drop de Maxime Médard, mais un essai de Peter Hynes et une nouvelle pénalité de Giteau donnent la victoire aux Wallabies. 
Quelques mois plus tard, les deux équipes se retrouvent à Sydney. Cette rencontre est précédée de deux tests face aux All Blacks, victoire 27 à 22, seulement la quatrième victoire d'un XV de France sur le sol néo-zélandais, puis défaite 14 à 10. Les Wallabies s'imposent facilement 22 à 6, les 22 points australiens étant inscrits par Giteau : un essai, cinq pénalités et une transformation.
Après deux victoires face aux Fidji et à l'Argentine, la France ambitionne de terminer la tournée automnale de 2010 par une nouvelle victoire. Mais, après avoir atteint la mi-temps sur un score de 13 partout, avec un essai de pénalité pour les Français et un essai de Adam Ashley-Cooper, les Français encaissent six essais, par Benn Robinson, Will Genia, deux essais de Drew Mitchell, Rocky Elsom et James O'Connor. Cette défaite 59 à 16 est la plus grosse défaite des Bleus sur le sol français depuis 104 ans.
En 2012, les Français renouent avec la victoire face aux Wallabies en s'imposant au Stade de France par 33 à 6. La dernière victoire face à cet adversaire datait de 2005. Menant 16 à 6 à la mi-temps, deux pénalités, un drop et une transformation de Michalak et un essai de Louis Picamoles contre deux pénalités de Mike Harris, les Français confirment ensuite avec un essai de Wesley Fofana et un essai de pénalité, transformés tous deux par Michalak, et une pénalité de Morgan Parra.
La première des trois rencontres disputées sur le sol australien en juin 2014 voit les Français concéder une lourde défaite, 50 à 23, avec sept essais contre deux marqués par les Bleus. Lors du deuxième test, disputé à Melbourne, les Wallabies s'imposent par 6 à 0 par deux pénalités de Bernard Foley et Nic White, le score étant de 0 partout à la fin de la première mi-temps. La France termine cette série de rencontres par une troisième défaite sur le score de 39 à 13, avec des essais australiens de Will Skelton, Israel Folau par deux fois, Michael Hooper, les Français inscrivant un essai par Guilhem Guirado.
Lors de la tournée de novembre 2014, la France rencontre l'Australie lors du deuxième match et l'emporte (29-26) après avoir mené tout le match, mais laissant l'Australie revenir à plusieurs reprises.
Lors d'une tournée de juillet 2021 marquée par les nombreuses absences côté français et deux équipes en phase de reconstruction entamée depuis la Coupe du monde 2019, la France parvient à gagner sur le sol australien (26-28) pour la première fois depuis 31 ans.

## Tableau des confrontations
Liste des confrontations entre les deux équipes :[réf. souhaitée]
| No | Date             | Lieu                                                   | Match              | Score   | Compétition                  |
| -- | ---------------- | ------------------------------------------------------ | ------------------ | ------- | ---------------------------- |
| 1  | 22 janvier 1928  | Stade olympique Yves-du-Manoir, Colombes France        | France – Australie | 8 – 11  | Test match                   |
| 2  | 11 janvier 1948  | Stade olympique Yves-du-Manoir, Colombes France        | France – Australie | 13 – 6  | Test match                   |
| 3  | 9 mars 1958      | Stade olympique Yves-du-Manoir, Colombes France        | France – Australie | 19 – 0  | Test match                   |
| 4  | 26 août 1961     | Sydney Cricket Ground, Sydney Australie                | Australie – France | 8 – 15  | Test match                   |
| 5  | 11 février 1967  | Stade olympique Yves-du-Manoir, Colombes France        | France – Australie | 20 – 14 | Test match                   |
| 6  | 17 août 1968     | Sydney Cricket Ground, Sydney Australie                | Australie – France | 11 – 10 | Test match                   |
| 7  | 20 novembre 1971 | Stadium municipal, Toulouse France                     | France – Australie | 11 – 13 | Test match                   |
| 8  | 27 novembre 1971 | Stade olympique Yves-du-Manoir, Colombes France        | France – Australie | 18 – 9  | Test match                   |
| 9  | 17 juin 1972     | Sydney Cricket Ground, Sydney Australie                | Australie – France | 14 – 14 | Test match                   |
| 10 | 25 juin 1972     | Ballymore Stadium, Brisbane Australie                  | Australie – France | 15 – 16 | Test match                   |
| 11 | 24 octobre 1976  | Stade Jacques-Chaban-Delmas, Bordeaux France           | France – Australie | 18 – 15 | Test match                   |
| 13 | 30 octobre 1976  | Parc des Princes, Paris France                         | France – Australie | 34 – 6  | Test match                   |
| 13 | 5 juillet 1981   | Ballymore Stadium, Brisbane Australie                  | Australie – France | 17 – 15 | Test match                   |
| 14 | 11 juillet 1981  | Sydney Cricket Ground, Sydney Australie                | Australie – France | 24 – 14 | Test match                   |
| 15 | 13 novembre 1983 | Stade Marcel-Michelin, Clermont-Ferrand France         | France – Australie | 15 – 15 | Test match                   |
| 16 | 19 novembre 1983 | Parc des Princes, Paris France                         | France – Australie | 15 – 6  | Test match                   |
| 17 | 21 juin 1986     | Sydney Cricket Ground, Sydney Australie                | Australie – France | 27 – 14 | Test match                   |
| 18 | 13 juin 1987     | Concord Oval, Sydney Australie                         | Australie – France | 24 – 30 | Coupe du monde (demi-finale) |
| 19 | 4 novembre 1989  | Stade de la Meinau, Strasbourg France                  | France – Australie | 15 – 32 | Test match                   |
| 20 | 11 novembre 1989 | Stadium Nord Lille Métropole, Villeneuve-d'Ascq France | France – Australie | 25 – 19 | Test match                   |
| 21 | 9 juin 1990      | Aussie Stadium, Sydney Australie                       | Australie – France | 21 – 9  | Test match                   |
| 22 | 24 juin 1990     | Ballymore Stadium, Brisbane Australie                  | Australie – France | 48 – 31 | Test match                   |
| 23 | 30 juin 1990     | Aussie Stadium, Sydney Australie                       | Australie – France | 19 – 28 | Test match                   |
| 24 | 30 octobre 1993  | Stade Jacques-Chaban-Delmas, Bordeaux France           | France – Australie | 16 – 13 | Test match                   |
| 25 | 6 novembre 1993  | Parc des Princes, Paris France                         | France – Australie | 3 – 24  | Test match                   |
| 26 | 21 juin 1997     | Aussie Stadium, Sydney Australie                       | Australie – France | 29 – 15 | Test match                   |
| 27 | 28 juin 1997     | Suncorp Stadium, Brisbane Australie                    | Australie – France | 26 – 19 | Test match                   |
| 28 | 21 novembre 1998 | Stade de France, Saint-Denis France                    | France – Australie | 21 – 32 | Test match                   |
| 29 | 6 novembre 1999  | Millennium Stadium, Cardiff Pays de Galles             | Australie – France | 35 – 12 | Coupe du monde (finale)      |
| 30 | 4 novembre 2000  | Stade de France, Saint-Denis France                    | France – Australie | 13 – 18 | Test match                   |
| 31 | 17 novembre 2001 | Stade Vélodrome, Marseille France                      | France – Australie | 14 – 13 | Test match                   |
| 32 | 22 juin 2002     | Colonial Stadium, Melbourne Australie                  | Australie – France | 29 – 17 | Test match                   |
| 33 | 29 juin 2002     | Telstra Stadium, Sydney Australie                      | Australie – France | 31 – 25 | Test match                   |
| 34 | 13 novembre 2004 | Stade de France, Saint-Denis France                    | France – Australie | 27 – 14 | Test match                   |
| 35 | 2 juillet 2005   | Suncorp Stadium, Brisbane Australie                    | Australie – France | 37 – 31 | Test match                   |
| 36 | 5 novembre 2005  | Stade Vélodrome, Marseille France                      | France – Australie | 26 – 16 | Test match                   |
| 37 | 28 juin 2008     | ANZ Stadium, Sydney Australie                          | Australie – France | 34 – 13 | Test match                   |
| 38 | 5 juillet 2008   | Suncorp Stadium, Brisbane Australie                    | Australie – France | 40 – 10 | Test match                   |
| 39 | 22 novembre 2008 | Stade de France, Saint-Denis France                    | France – Australie | 13 – 18 | Test match                   |
| 40 | 27 juin 2009     | ANZ Stadium, Sydney Australie                          | Australie – France | 22 – 6  | Test match                   |
| 41 | 27 novembre 2010 | Stade de France, Saint-Denis France                    | France – Australie | 16 – 59 | Test match                   |
| 42 | 10 novembre 2012 | Stade de France, Saint-Denis France                    | France – Australie | 33 – 6  | Test match                   |
| 43 | 7 juin 2014      | Suncorp Stadium, Brisbane Australie                    | Australie – France | 50 – 23 | Test match                   |
| 44 | 14 juin 2014     | Etihad Stadium, Melbourne Australie                    | Australie – France | 6 – 0   | Test match                   |
| 45 | 21 juin 2014     | Sydney Football Stadium, Sydney Australie              | Australie – France | 39 – 13 | Test match                   |
| 46 | 15 novembre 2014 | Stade de France, Saint-Denis France                    | France – Australie | 29 – 26 | Test match                   |
| 47 | 19 novembre 2016 | Stade de France, Saint-Denis France                    | France – Australie | 23 – 25 | Test match                   |
| 48 | 7 juillet 2021   | Suncorp Stadium, Brisbane Australie                    | Australie – France | 23 – 21 | Test match                   |
| 49 | 13 juillet 2021  | Etihad Stadium, Melbourne Australie                    | Australie – France | 26 – 28 | Test match                   |
| 50 | 17 juillet 2021  | Suncorp Stadium, Brisbane Australie                    | Australie – France | 33 – 30 | Test match                   |
| 51 | 5 novembre 2022  | Stade de France, Saint-Denis France                    | France – Australie | 30 – 29 | Test match                   |
| 52 | 27 août 2023     | Stade de France, Saint-Denis France                    | France – Australie | 41 – 17 | Test match                   |

## Statistiques
- Séries de matches sans défaite
  - Australie : 6 (de novembre 1993 à octobre 2001, soit 8 ans)
  - France : 5 (de novembre 1971 à juillet 1981, soit 9 ans et 8 mois)

- Récapitulation
  - Premier match gagné par les Australiens : 22 janvier 1928 à Colombes
  - Premier match gagné par les Français : 11 janvier 1948 à Colombes
  - Dernier match gagné par les Australiens : 17 juillet 2021 à Brisbane
  - Dernier match gagné par les Français : 27 août 2023 à Saint-Denis
  - Plus grand nombre de points marqués par les Australiens : 59 (sept essais) le 27 novembre 2010 à Saint-Denis (victoire)
  - Plus grand nombre de points marqués par les Français : 41 (quatre essais) le 27 août 2023 à Saint-Denis (victoire)
  - Plus grande différence de points dans un match gagné par les Australiens : +43 le 27 novembre 2010
  - Plus grande différence de points dans un match gagné par les Français : +28 le 30 octobre 1976
- En Australie (25 matches)
  - Premier match gagné par les Australiens : 17 août 1968 à Sydney
  - Premier match gagné par les Français : 26 août 1961 à Sydney
  - Dernier match gagné par les Australiens : 17 juillet 2021 à Brisbane
  - Dernier match gagné par les Français : 13 juillet 2021 à Melbourne
  - Plus grand nombre de points marqués par les Australiens : 48 (six essais) le 24 juin 1990 à Brisbane (victoire)
  - Plus grand nombre de points marqués par les Français : 31 (quatre essais) les 24 juin 1990 et 2 juillet 2005 tous deux à Brisbane (défaites)
  - Plus grande différence de points dans un match gagné par les Australiens : +30 le 5 juillet 2008 à Brisbane
  - Plus grande différence de points dans un match gagné par les Français : +9 le 30 juin 1990 à Sydney
- En France (25 matches)
  - Premier match gagné par les Australiens : 22 janvier 1928 à Colombes
  - Premier match gagné par les Français : 11 janvier 1948 à Colombes
  - Dernier match gagné par les Australiens : 19 novembre 2016 à Saint-Denis
  - Dernier match gagné par les Français : 27 août 2023 à Saint-Denis
  - Plus grand nombre de points marqués par les Australiens : 59 (sept essais) le 27 novembre 2010 à Saint-Denis (victoire)
  - Plus grand nombre de points marqués par les Français : 41 (quatre essais) le 27 août 2023 à Saint-Denis (victoire)
  - Plus grande différence de points dans un match gagné par les Australiens : +43 le 27 novembre 2010 à Saint-Denis
  - Plus grande différence de points dans un match gagné par les Français : +28 le 30 octobre 1976 à Paris
- En Coupe du monde (deux matches)
  - Premier match gagné par les Australiens : 6 novembre 1999 à Cardiff
  - Premier match gagné par les Français : 13 juin 1987 à Sydney
  - Dernier match gagné par les Australiens : 6 novembre 1999
  - Dernier match gagné par les Français : 13 juin 1987
  - Plus grand nombre de points marqués par les Australiens : 35 (quatre essais) le 6 novembre 1999 (victoire)
  - Plus grand nombre de points marqués par les Français : 30 (quatre essais) le 13 juin 1987 (victoire)
  - Plus grande différence de points dans un match gagné par les Australiens : +17 le 6 novembre 1999
  - Plus grande différence de points dans un match gagné par les Français : +6 le 13 juin 1987